# 장미가 없는 꽃집
《장미가 없는 꽃집》(薔薇のない花屋 바라노나이하나야[*])은 2008년 1월 14일부터 3월 24일까지 후지 TV계열에서 매주 월요일 21시(JST)에 방영했던 텔레비전 드라마다. 총 11화이며, 주연은 다케우치 유코와 카토리 싱고이다. 대한민국에서는 종편채널인 JTBC에서 방영되었다.

## 개요
꽃집을 운영하며 혼자 딸을 키워온 남자를 중심으로 여러 사랑을 그려가는 휴먼 러브스토리로, 서스펜스 요소도 포함되어 있다. 각본은 《너무 귀여워》 (2005년) 이래 연속 드라마 각본을 맡은 노지마 신지가 썼다. 카토리 싱고는 같은 게츠쿠 시간대에 방송된 《서유기》 이후 2년만에 드라마 남주인공을 맡았으며, 다케우치 유코는 같은 게츠쿠 시간대에 방송된 《불쾌한 유전자》 이후 3년만에 연속 드라마에 출연했다. 또 카토리와 다케우치가 드라마에 같이 출연하는 것은 처음이다.
카토리는 1995년 TBS 금요일 드라마 《미성년》, 다케우치는 《프라이드》 이래로, 모두 노지마 드라마에 출연하는 것은 두 번째이다.
방송 선전에서 ‘카토리 첫 아빠 역’이라는 말이 쓰였으나, 대하드라마 《신선조!》 (2004년)에서 카토리가 연기한 곤도 이사미는 딸 '다마'가 있었으며, 극중에서도 다마 아버지로서의 장면이 있었다. 또 《사람에게 상냥하게》 (2002년)에서도 한 시기에 아빠가 된 적이 있다.

## 줄거리
시오미 에이지는 그녀가 죽은 후, 그녀가 남긴 시즈쿠와 8년간 같이 살고 있다. 꽃집 〈플라워 샵 시즈쿠〉 점장을 맡고 있는 에이지는 어느 비오는 날, 눈이 보이지 않는 여성 시라토 미오를 만난다. 점점 마음을 열어가는 에이지와 미오. 그러나 그 만남의 뒤에는 에이지를 증오하는 남자 안자이가 있었다. 이 만남은, 안자이가 주도한 함정의 일부에 불과한 것이었다.

## 등장인물
- 카토리 싱고(한국판 성우 : 표영재) - 시오미 에이지 역

시오미 시즈쿠를 키워준 아버지. 꽃집을 운영한다.
- 다케우치 유코(한국판 성우 : 소연) - 시라토 미오 역

간호사. 안자이 테루오의 사주를 받고 시오미 에이지를 파멸시키기 위해 장님으로 위장해 접근하지만, 그와 사랑에 빠지게 된다.
- 샤쿠 유미코(한국판 성우 : 서혜정) - 오노 유키 역

초등학교 선생님. 시오미 시즈쿠의 담임 선생님
- 마츠다 쇼타(한국판 성우 : 김영선) - 쿠도 나오야 역

사설 탐정. 안자이 테루오의 사주를 받고 시오미 에이지에게 접근하지만, 오히려 에이지를 형님처럼 따르게 된다.
- 야기 유키(한국판 성우 : 박지윤) - 시오미 시즈쿠 역
- 테라지마 스스무(한국판 성우 : 이종혁) - 시죠 켄고 역

꽃집 앞 찻집을 운영한다.
- 이케우치 준코 (池内淳子) - 히시다 케이코 역
- 미우라 토모카즈(한국판 성우 : 강구한) - 안자이 테루오 역

루리의 아버지. 큰 병원의 원장이다. 딸을 죽음에 이르게 한 딸의 연인에게 복수를 다짐한다.
- 모토카리야 유이카(한국판 성우 : 서유리) - 루리 역

시오미 시즈쿠의 친어머니
- 타마야마 테츠지 - 카미야마 슌

시오미 시즈쿠의 친아버지. 유능한 외과의사로 나온다. 시오미 에이지와는 친구 사이.

## 스탭
- 각본: 노지마 신지 (野島伸司)
- 음악: 요시마타 료 (吉俣良)
- 프로듀서: 세키 타쿠야, 이나다 히데키

## 주제가
- 야마시타 타츠로 (山下達郎) - 언제나 함께야(ずっと一緒さ)

## 부제
| 각화                                           | 방송일          | 부제                               | 연출            | 시청률 |
| ---------------------------------------------- | --------------- | ---------------------------------- | --------------- | ------ |
| 제1화                                          | 2008년 1월 14일 | 북풍과 태양                        | 나카에 이사오   | 22.4%  |
| 제2화                                          | 2008년 1월 21일 | 꽃과 같이 웃는 사람                | 나카에 이사오   | 19.0%  |
| 제3화                                          | 2008년 1월 28일 | 막차까지 쫓아                      | 하야마 히로키   | 18.4%  |
| 제4화                                          | 2008년 2월 4일  | 밝혀진 과거 ~ 3만명의 어린이들에게 | 나카에 이사오   | 17.2%  |
| 제5화                                          | 2008년 2월 11일 | 세계에서 가장 긴 고백              | 니시자카 미즈키 | 17.7%  |
| 제6화                                          | 2008년 2월 18일 | 파헤쳐져 가는 비밀                 | 하야마 히로키   | 16.2%  |
| 제7화                                          | 2008년 2월 25일 | 부모가 아이를 때릴 때              | 나카에 이사오   | 16.5%  |
| 제8화                                          | 2008년 3월 3일  | 안녕 아빠                          | 니시자카 미즈키 | 17.8%  |
| 제9화                                          | 2008년 3월 10일 | 충격! 모든 진실                    | 나카에 이사오   | 17.7%  |
| 제10화                                         | 2008년 3월 17일 | 사랑을 되찾기 위해서               | 나카에 이사오   | 19.4%  |
| 최종화                                         | 2008년 3월 24일 | 장미를 파는 꽃집 ~ 눈물의 한 방울  | 나카에 이사오   | 22.1%  |
| 평균시청률 18.6%(간토 지방·비디오 리서치 조사) |                 |                                    |                 |        |

## 관련 상품
- 장미가 없는 꽃집 소설 (저자: 노지마 신지, 출판사: 쇼가쿠칸, 2008년 3월 26일 출판) ISBN 978-4-09-386213-4
- 장미가 없는 꽃집 감독판 DVD-BOX
- 장미가 없는 꽃집 사운드 트랙